# Paul Brown
Eugene Paul Brown (7 de setembro de 1908 – 5 de agosto de 1991) foi um técnico e executivo americano de futebol americano da All-America Football Conference (AAFC) e daNational Football League (NFL). Brown foi o co-fundador e primeiro treinador do Cleveland Browns, uma equipe nomeado com seu sobrenome, e, mais tarde, desempenhou um papel na fundação do Cincinnati Bengals. Suas equipes venceram sete campeonatos em um período de 25 temporadas como treinador profissional.
Brown começou sua carreira de treinador na Severn School, em 1931, antes de tornar-se o head coach de football na Massillon Washington High School, em Massillon, Ohio, onde ele cresceu. A sua equipes de high school perderam apenas 10 jogos em 11 temporadas. Ele foi, então, contratado pela Universidade de Estado de Ohio e treinou esta universidade, levando a a seu primeiro campeonato nacional de football em 1942. Após a II Guerra Mundial, ele se tornou treinador dos Browns, que venceu todos os quatro campeonatos da AAFC antes de entrar para a NFL em 1950. Brown liderou os Browns na conquista de três títulos da NFL – em 1950, 1954 e 1955, mas foi demitido em janeiro de 1963, em meio a uma luta de poder com o proprietário da equipe, Art Modell. Brown, em 1968, foi co-fundador e o primeiro técnico dos Bengals. Ele se aposentou da sua carreira como treinado em 1975, mas manteve-se como presidente do time dos Bengals até sua morte, em 1991. Os Bengals nomearam seu estádio Paul Brown Stadium, em honra a Brown. Ele foi empossado no Pro Football Hall of Fame, em 1967.
Brown é creditado por várias inovações no futebol americano. Ele foi o primeiro treinador a usar filme de jogos para estudar seus adversários, contratar uma equipe de assistentes de tempo integral, e testar jogadores em seus conhecimentos dos playbooks. Ele inventou a moderna face mask, o practice squad, e o draw play (uma jogada de corrida disfarçada como passe, é o oposto do play action). Ele também desempenhou um papel importante na quebra do tabu de cor no football profissional, trazendo alguns dos primeiros afro-americanos para jogar football profissional em suas equipes na era moderna. Apesar destas realizações, Brown não foi querido universalmente. Ele foi rigoroso e controlador, o que o levou muitas vezes a entrar em conflito com jogadores que queriam uma maior participação na chamada das jogadas. Estas disputas, juntamente com a falha de Brown ao deixar de consultar Modell sobre decisões importante referentes aos integrantes da sua equipe, levaram à sua demissão como treinador dos Browns, em 1963.

## Início da vida
Brown cresceu em Massillon, Ohio, para onde ele se mudou com sua família de Norwalk , quando ele tinha nove anos de idade. Seu pai, Lester, foi um expedidor na Wheeling and Lake Erie Railroad. Massillon era uma cidade apaixonada pelos seus times de futebol, high school e profissional, ambos chamados Tigers. O principal rival de Massilon em ambos os níveis estava perto de Canton, que naquele tempo era uma cidade maior e mais rica que Massilon. Quando as equipes de profissionais foram encerradas na década de 1920, a rivalidade entre as equipes de high school se tornou central.
Brown entrou na Massillon Washington High School em 1922. Embora ele tenha jogado football quando era criança, Brown era pequeno demais para o jogo, ele concentrou seus esforços atléticos principalmente no salto com vara. Harry Stuhldreher, que veio a ser um dos lendários Quatro Cavaleiros de Notre Dame, era, então, o quarterback do time da escola. Mas o treinador de Massillon, Dave Stewart, viu a determinação de Brown em ser um bom saltador apesar de seu pequeno tamanho e o trouxe para a equipe de futebol. No seu terceiro ano na escola, em 1924, ele assumiu como quarterback titular. Massillon teve 15 vitórias eu 3 derrotas no terceiro e quarto de Brown como titular.
Brown se formou em 1925 e se matriculou na Universidade de Estado de Ohio no ano seguinte, na esperança de entrar para o time dos Buckeyes. Ele nunca passou da  fase de teste (tryout). Depois de seu primeiro ano, ele se transferiu para a Universidade de Miami em Oxford, Ohio, onde ele sucedeu Weeb Ewbank na escola como o quarterback titular. Sob o comando do Treinador Chester Pittser, Brown foi nomeado All-Ohio small-college second team pela Associated Press no final de 1928. Em duas temporadas em Miami, Brown liderou seu time na conquista de 14 vitórias e 3 derrotas. Eke se casou com sua namorada do high school Katie Kester no ano seguinte. Brown estudou leis em Miami, e considerou a possibilidade de estudar história na Rhodes Scholarship, mas após a faculdade, ele, em vez disso, teve o seu primeiro emprego como treinador. Seguindo a recomendação Stewart, Severn School, uma escola preparatória privada, em Maryland, contratou-o, em 1930.

## Carreira de treinador de high school

### Severn School
Brown passou dois bem sucedidos anos na Severn. O time permaneceu invicto em sua primeira temporada e ganhou o campeonato estadual de Maryland. Em 1931, o número de vitória-derrota-empates do time foi 5-2-1.  Após seu segundo ano, o cargo de head coach em Massillon ficou disponível, e Brown assumiu a posição.

### Massillon Tigers
Brown retornou para Massillon, em 1932, quando tinha 24 anos de idade, apenas dois anos após terminar sua faculdade. Sua atribuição foi a de fazer o time dos Tigers dar a volta por cima, pois eles haviam caído na mediocridade ao longo das seis temporadas desde a saída de Stewart, antigo treinador de Brown. Em 1931, um ano antes da chegada de Brown chegou, os Tigers terminaram com um número de vitórias-derrotas-empates de 2-6-2. A estratégia de Brown foi construir  um time disciplinado e que trabalhava duro. Bem no início ele demitiu um assistente por ter chegado atrasado em um treino, porque ele tinha que trabalhar em sua fazenda. Não era permitido que nenhum jogados dos Tigers se sentasse no banco durante um jogo; Brown os fazia permanecer de pé.
Durante seus nove anos em Massillon, Brown inventou um playbook, uma listagem detalhada das formações e jogadas prontas, e testou o conhecimento de seus jogadores acerca disso. Ele também criou a prática de enviar jogadas para seu quarterback da linha lateral fazendo sinais com as mãos. O seu recorde final na escola foi de 80-8-2, incluindo uma sequência de 35 vitórias seguidas. Entre 1935 e 1940, a equipe conquistou o campeonato estadual de futebol seis vezes e venceu o High School Football National Championship quatro vezes, marcando 2,393 pontos sobre seus adversário e tomando apenas 168 durante esse período. Após as perdas iniciais para Canton, o Tigers derrotaram os Bulldogs seis vezes seguidas.

## A faculdade e a carreira militar

### Ohio State Buckeyes
Brown sucesso em Massillon levantou seu perfil no Ohio consideravelmente; as pessoas começaram a chamar-lhe o "Milagre Homem de Massillon." Quando o Estado de Ohio, foi à procura de um novo treinador, em 1940 – Francisco Schmidt esquerda depois de perder para o rival Michigan Wolverines três vezes em uma linha – Brown era um candidato para o trabalho. Estado de Ohio, os funcionários eram céticos sobre os 33 anos de idade, fazendo a transição para o futebol americano universitário, mas estavam preocupados que eles poderiam perder talentosos alta escola de recrutas leal para o Marrom, se eles não contratá-lo.
Estado de Ohio oferecidos Marrom de us $6,500 salário ($105,838 em 2016 dólares), cerca de r $1.500 acima de sua Massillon pagar. Ele aceitou em janeiro de 1941 e iniciou-se de imediato ao instituto, sua rigoroso sistema. os Jogadores foram perfurados e interrogado, e Marrom focado em preparar os alunos para tirar a iniciar funções como a graduação idosos esquerda. Ele condicionado seus jogadores para enfatizar a rapidez, a adopção de 40 jardas, como medida de velocidade, porque essa era a distância que os jogadores necessários para executar a tampa de um punt.
Brown em seu primeiro ano no Estado de Ohio, foi um sucesso. Os Buckeyes ganhou todos, mas um dos oito jogos em 1941; a única derrota foi para a Universidade de Northwestern e sua estrela tailback, Otto Graham. O jogo final da temporada foi um 20-20 empate com Michigan, que a escola de apoiadores de serra como um bom resultado, dado que o Estado de Ohio, foi um pesado underdog. Os Buckeyes empatados em segundo lugar na Conferência Oeste, um agrupamento de faculdade equipas do Oeste dos Estados Unidos (agora conhecida como a Big Ten), e terminou em 13º no AP Enquete. Brown foi o quarto na votação nacional para Treinador do Ano.
Japão ataque a Pearl Harbor em 7 de dezembro de 1941 ameaçava inviabilizar a 1942 temporada, mas a maioria das equipes universitários reproduzido, ajuste de horários para incluir militar equipes formadas por jogadores do serviço militar. Os Buckeyes abriu a temporada ao bater o Fort Knox equipe 59-0, seguido por mais duas vitórias contra o Sul da Califórnia e Universidade de Indiana. No primeiro AP Enquete da temporada, Estado de Ohio, foi classificado como o melhor do país, a primeira vez que a escola tinha alcançado essa marca. de 1942 equipe foi a primeira composta, principalmente, de jogadores escolhidos por Brown, incluindo Bill Willis, Dante Lavelli e estrelas halfback Les Horvath. No meio da temporada, os Buckeyes perdeu para a Universidade de Wisconsin, depois de inúmeros jogadores bebeu água de má qualidade e ficou doente. Que foi a equipa da única derrota da temporada, que culminou com um 21-7 vitória sobre Michigan. Os Buckeyes ganhou da Conferência Oeste e conquistou o primeiro título nacional depois de terminar a temporada no topo da AP Enquete.
Em 1943, a temporada foi um desastre para o Marrom e os Buckeyes. Esgotado pelo projecto militar e de frente para a dura concorrência de equipes do Exército e da Marinha bases, Brown foi forçado a jogar de 17 anos recrutas que ainda não se tinha inscrito. Estado de Ohio tinha afiliados-se com o Exército Especializado do Programa de Treinamento, que não permitia que os seus formandos para participar em esportes colegiais, enquanto as escolas como Michigan e Purdue, tornou-se parte da Marinha do V-12 programa de formação, o que fez. Os Buckeyes terminou com uma 3-6 registro. Em três temporadas no Estado de Ohio, Marrom acumulou uma 18-8-1 registro.

### Grandes Lagos Bluejackets
Brown foi classificada de 1-A , em 1944, e comissionado como tenente na Marinha dos EUA. Ele atuou em Grandes Lagos de Treinamento Naval Estação fora de Chicago , como treinador da sua Bluejacket time de futebol, que concorreu com outras equipes de atendimento e de programas colégio. A estação foi um ponto de passagem para a Marinha recrutas entre a formação e o serviço ativo na II Guerra Mundial, mas seus comandantes tomou o atletismo a sério e viu a vitória de uma moral-booster e um ponto de orgulho pessoal. Brown poderia ter sido convocados para o serviço ativo – Tony Hinkle, seu antecessor, já estava servindo no Pacífico – mas a guerra começou a enrolar para baixo como Brown chegou. Brown teve pouco tempo para instituir o seu sistema, e, em vez disso, adotou Hinkle a ofensiva do regime, emprestado do Chicago Bears. Ele tinha um punhado de jogadores talentosos, incluindo a defesa de George Jovens e halfback Ara Parseghian. Em 1944, a equipe perdeu para o Estado de Ohio e da catedral de Notre Dame, mas terminou com um 9-2-1 registro e ficou entre as 20 melhores equipes do AP Enquete.
Em setembro de 1944, Arco Ala, o influente editor de esportes do Chicago Tribune, propôs um novo oito equipas de futebol chamado "All-America Football Conference (AAFC) para competir contra o mais estabelecidos da Liga Nacional de Futebol (NFL), uma vez que a guerra terminou. Ala alinhados ricos proprietários para a nova liga, que incluía equipes em Los Angeles, Nova York, San Francisco e Cleveland. Arthur B. "Mickey" McBride, um táxi, o magnata que fez fortuna no jornal de negócios, era o proprietário da franquia de Cleveland. Como Marrom estava se preparando para a 1945 Bluejackets temporada, o Ala entrou em McBride nome para pedir Brown se ele queria o novo treinador da equipe. McBride oferecidos de $17.500 por ano ($232,805 em dólares de hoje), mais do que qualquer treinador em qualquer nível – além de uma participação na equipe e um salário, enquanto ele ainda estava no exército.
Em 8 de fevereiro de 1945, Brown aceitou a jó, dizendo que ele estava triste por deixar de Estado de Ohio, mas ele "não conseguia desligar este acordo na justiça para a minha família." Brown foi ainda Ohio State cabeça do treinador na sua ausência, e a decisão surpreso e indignado os funcionários da escola que se esperava dele para retornar após a guerra. A AAFC não começar a jogar até que, após a guerra, no entanto, Brown continuou a se preparar para o de 1945, época dos Grandes Lagos. naquele ano, muitos de seus melhores jogadores foram transferidos para bases na Costa Oeste como o foco da guerra mudou para o Pacífico. A equipe começou com uma 0-4-1 registro, mas desfiou seis vitórias consecutivas depois que a guerra acabou e os jogadores voltaram de serviço no exterior. Dentro de semanas do final de Brown Bluejackets jogo, um 39-7 vitória sobre a catedral de Notre Dame, ele partiu para o seu novo trabalho em Cleveland.

## Profissional de coaching de carreira

### Cleveland Browns na AAFC (1946-1949)
Pelo tempo Brown chegou em Cleveland, a equipe tinha assinado um número de jogadores para seu elenco, incluindo o quarterback Otto Graham, cuja região Noroeste do esquadrão haviam batido a Buckeyes em 1941. Muitos dos jogadores que vieram do Estado de Ohio, os Grandes Lagos e Massillon equipes que Brown treinado. Lou Groza, um placekicker e atacar, jogado para o Marrom no Estado de Ohio, antes da guerra, interveio. Receptor de Dante Lavelli era um estudante de segundo ano no Estado de Ohio, está a vencer o campeonato em 1942. Bill Willis, um atacante defensivo quem Marrom treinou no Estado de Ohio, e Marion Motley, um running back, que cresceu em Cantão e jogado para o Marrom na região dos Grandes Lagos, tornaram-se dois dos primeiros atletas negros a jogar futebol profissional, quando se juntou à equipe em 1946. Outras contratações incluído receptor Mac Speedie, centro de Frank Gatski e volta Edgar "Entrega Especial" Jones. Brown trouxe assistentes, incluindo Blanton Collier, que tinha sido estacionado em Grandes Lagos e conheci Marrom em Bluejackets práticas.
O nome da equipe foi a primeira a esquerda até a Marrom, que rejeitou os apelos para que ele para ser batizado o Browns. McBride, em seguida, realizou um concurso para nomear a equipe, em Maio de 1945; "Cleveland Panteras" foi a escolha de vitória, mas Brown rejeitado porque era o nome de um anterior falhou time de futebol. "Que idade Panteras equipa falhou", disse Brown. "Eu quero fazer parte desse nome." Em agosto, McBride deu à demanda popular e batizada a equipe Browns, apesar de Paul Brown objeções.
Por anos, no entanto, Brown afirmou que o segundo nome-da-equipe concurso rendeu o nome de "Brown Bombardeiros," depois de o então campeão mundial de pesos pesados de boxe Joe Louis, cujo apelido era "O Marrom Bombardeiro." De acordo com esta versão, Marrom queria que a sua equipa tem um apelido digno de um campeão, e sentiu o apelido de "Brown Bombardeiros" foi de propósito. O nome teria sido reduzido a simplesmente "Marrons." Esta história alternativa do nome foi ainda suportada pela equipe como sendo factual recentemente, em meados da década de 1990, e ele continua como uma lenda urbana para este dia. No entanto, Paul Brown nunca se apegou-se a Joe Louis história, e mais tarde em sua vida admitiu que era falsa, inventada para desviar a atenção indesejada decorrente da equipe que está sendo nomeado após ele. O Browns e a NFL agora, apoiam a posição de que a equipe era de fato o nome de Paul Brown.
Com o elenco fixo e o nome do time escolhido, Brown começou a construir uma dinastia. "Eu quero ser o que o New York Yankees estão no beisebol ou Ben Hogan está no golfe", disse ele.
Depois de um acampamento de treinamento em Bowling Green State University, o Browns disputou o seu primeiro jogo em setembro de 1946, em Cleveland Estádio. Uma multidão de 60,135 pessoas compareceram para ver o Browns bater o Miami Seahawks 44-0, em seguida, um recorde de público marca para o futebol profissional. Que desencadeou uma seqüência de vitórias, a equipe terminou a temporada com um 12-2 registro e o primeiro lugar no AAFC da divisão ocidental. O Browns, em seguida, bater a AAFC do New York Yankees no campeonato.
Cleveland venceu a AAFC campeonato novamente em 1947, atrás de um ataque ofensivo que o empregado passe para frente com mais freqüência e eficiência do que era típico da época. O Browns' ofensiva sucesso foi impulsionado por Brown versão do T formação, que foi substituindo gradualmente a única asa de formação como o futebol é o mais popular e eficaz esquema.
O Browns ganhou todos os jogos em 1948 época, um feito que foi inigualável até o Miami Dolphins (treinado por Brown discípulo de Don Shula) em 1972. Cleveland, em seguida, ganhou a AAFC campeonato pela quarta vez consecutiva, em 1949. Até então, no entanto, a liga estava lutando pela sobrevivência, devido, em parte, para o Browns' dominância. o público nos jogos, caindo em 1948 e 1949 como os fãs perderam o interesse em desequilíbrio de vitórias, e no final da temporada de 1949 a AAFC dissolvido. Três de suas equipes, o San Francisco 49ers, o Baltimore Colts e o Browns, mesclado com a NFL. O Browns pegou algumas boas ex-AAFC jogadores de outras equipes, incluindo ofensivo guarda Abe Gibron e defesa Len Ford, mas alguns observadores vi da equipe de Brown como o único destaque ao contrário de uma liga menor.

### Cleveland Browns na NFL (1950-1955)
O Browns' primeiro jogo na NFL, em 1950, foi contra o duas vezes campeão do Philadelphia Eagles , na Filadélfia. Eles ganharam o jogo 35-10, o primeiro de 10 vitórias naquele ano. Depois de derrotar o New York Giants em um jogo de playoff, o Browns passou a ganhar o jogo do campeonato contra o Los Angeles Rams nos últimos minutos, com gol de campo por Groza. "A bandeira do saudoso AAFC voa alto, e Paul Brown foi o último a rir", o Plain Dealer's editorial página proclamado. Brown disse que o seu era "o maior time de futebol, um treinador nunca teve, e nunca houve um jogo como este." Em 16 temporadas, Brown levou o seu equipes de 12 campeonatos. Ele foi o primeiro treinador a vencer os dois uma faculdade e NFL championship, um feito que não repetido até que Jimmy Johnson e, mais tarde, Barry Switzer fez isso com o Dallas Cowboys, na década de 1990, e Pete Carroll, que conseguiu a proeza com a USC , em 2004, e o Seattle Seahawks em 2013.
Como os Marrons, subiu para o topo da NFL, a especulação começou a montar que Brown poderia retornar para os Buckeyes. Wes Felser tinha renunciado como o treinador da equipe, e Brown foi visto como um possível substituto. Mas Brown também tinha alienou muitos de Ohio State alumni por não retornar à escola após a II Guerra Mundial e para a assinatura de distância jogadores, incluindo Groza antes de sua faculdade de elegibilidade expirou. Ele entrevistou com o atlético da universidade conselho em 27 de janeiro de 1951, mas o conselho, por unanimidade, rejeitou Brown em favor de Woody Hayes, que foi unanimemente aprovado pelo conselho de curadores.
O Browns atingiu o campeonato cada um dos próximos três anos, mas perdeu todos os jogos. Em ambos os 1952 e 1953, o Cleveland perdeu o campeonato para o Detroit Lions, que estavam então em ascensão, depois de décadas de mediocridade. Antes da temporada de 1953, McBride vendeu a equipe para um grupo de empresários, liderado por David Jones para us $600.000 ($5,370,896 em 2016 dólares). Enquanto Brown estava chateado que McBride não consultá-lo sobre o negócio, os novos proprietários disseram que iriam ficar de fora e deixar alourar executar a equipe. Brown viu isso como um problema crucial: o da sentiu que precisava controle total sobre as decisões quanto ao pessoal e coaching para fazer o seu sistema de trabalho.
Graham anunciou em 1953 que o ano seguinte seria o último. , Mas o time ganhou o campeonato de 1954, em uma revanche contra o leão, e Marrom convencido de Graham para voltar. Cleveland acabado de 1955, com um 9-2-1 recorde, atingindo o jogo do campeonato novamente. O Browns bater os Carneiros para a sua segunda reta do campeonato, e Graham se aposentou após a temporada.

### Anos mais tarde, em Cleveland (1956-1963)
Com Graham foi e o quarterback situação em fluxo, o Browns findo em 1956 com um 5-7 registro, Paul Brown é o primeiro a perder a temporada como treinador profissional. No próximo ano do projecto, a equipa seleccionada Jim Brown fora da Universidade de Syracuse. Como a televisão começou a ajudar o futebol leapfrog de beisebol da América do esporte mais popular, Jim Brown tornou-se maior que a vida, personalidade. Ele era bonito e carismático, em particular e dominante no campo. Paul Brown, no entanto, era crítica de alguns aspectos de Jim Brown jogo, incluindo a sua aversão ao bloco. Em Jim Brown primeira temporada, a equipe chegou ao jogo do campeonato, de novo contra os Leões, mas perdeu 59-14. O Browns não disputar o campeonato nos dois anos seguintes, quando o Baltimore Colts equipe comandada por Brown, ex-protegido Weeb Ewbank ganhou um par de títulos.
Como Jim Brown estrela rosa, os jogadores começaram a questionar Paul Brown liderança e jogar-chamado na década de 1950. O ceticismo veio à cabeça em um jogo contra o Giants no final de 1958, época em que uma vitória ou empate teria dado o Browns um ponto, em jogo do campeonato contra Ewbank do Colts. No terceiro trimestre, o Browns levou para Nova York, 16-linha de jarda com um 10-3 chumbo e alinharam-se para um golo de campo. , Mas o Treinador Marrom chamado de um limite de tempo antes de Groza poderia fazer a tentativa, que alertou os Gigantes para um possível falso chute. Brown, de fato, chamado de falso, e o titular tropeçou como ele levantou-se para jogar, arruinando o jogo. Os Gigantes voltaram para ganhar o jogo por um gol de campo e chegar ao campeonato, enquanto o Browns foi para casa sem um lugar no jogo do título pelo segundo ano consecutivo.
Paul Brown culpou as lutas no quarterback Milt Ameixa, a quem a equipe havia elaborado em 1957, dizendo que o Browns "tinha perdido a fé em Plum capacidade de jogar sob pressão." , Mas os jogadores foram, em vez disso, perder a fé em Treinador Brown e seu estilo autocrático. Jim Brown começou um programa de rádio semanal, que Paul Brown não como, não minar o seu controlo sobre a sua equipa e a sua mensagem. Mas o treinador achou difícil questão Jim Brown, dado seus feitos em campo, e a tensão entre os dois homens cresceu. A equipe terminou em segundo lugar na sua divisão em 1959 e 1960, como Jim Brown, acumulou liga-principais temporadas correndo.
Art Modell, uma publicidade de Nova York executivo, comprou a equipe, em 1961, por quase us $4 milhões (us$32,057,906 hoje). Modell, que era de 35 anos de idade na época, comprou Brown 15% de participação na equipe de us $500.000 e deu Marrom um novo de oito anos de contrato. ele disse que Ele e Brown teria uma "parceria de trabalho", e começou a desempenhar um papel mais direto que os anteriores proprietários na equipe de operação. Isto enfureceu Brown, que estava acostumado a ter uma mão livre em matérias do futebol. Modell, que era solteiro e só alguns anos mais velho do que a maioria dos jogadores, começou a ouvir as suas preocupações sobre o treinador. Ele tornou-se particularmente perto de Jim Brown, chamando-o de "meu sócio". Modell, sentou-se na caixa de imprensa durante os jogos, e pode ser ouvido duvidando de Paul Brown-a chamar, o que levou a um profundo fosso entre os dois homens. Naquele tempo, Brown foi o único treinador que insiste em chamar de cada jogo ofensivo. Quando Ameixa questionou abertamente Paul Brown controle absoluto sobre o jogo-o chamando, ele foi negociado para Detroit.
O conflito entre Paul Brown e Modell chegou a um ponto de ruptura, quando Brown negociados estrelas halfback Bobby Mitchell para os direitos de Ernie Davis, um Heisman Trophy-vitória running back que quebrou todos do Jim Brown correndo registros, em Siracusa. Paul Brown não informar Modell de movimento, e Modell apenas ouviu falar sobre ele depois de um telefonema de Washington Redskins proprietário George Preston Marshall. Davis, no entanto, foi diagnosticado com leucemia antes de a temporada 1962. Ele veio para Cleveland para treinar após o câncer entrou em remissão, mas Brown não lhe permitiria jogar. Modell, no entanto, queria dar Davis a chance de jogar antes de ele sucumbiu à doença. em última análise, a relação entre o treinador e o proprietário nunca foi reparada, e Ernie Davis nunca jogou em um jogo profissional, morrendo em 18 de Maio de 1963.

### Saída do Cleveland
Como o racha entre os jogadores e Marrom e entre Modell e Brown cresceu, Modell demitido Brown no dia 7 de janeiro, 1963. Uma controvérsia desenvolvido sobre o momento da decisão em meio a um jornal local de greve, o que limita a discussão do movimento. Uma empresa de impressão executivo, no entanto, reuniu um grupo de sportswriters e publicado uma versão de 32-página de revista fielding jogadores de pontos de vista sobre o disparo. Os pareceres foram mistos; Modell veio para seu compartilhamento de críticas, mas enfrentar e capitão do time de Mike McCormack disse que não acho que o time poderia ganhar em Marrom. Blanton Collier, Brown assistente de longa data, foi nomeado o novo treinador, e Brown começou a planejar a sua próxima jogada como ele continuou a receber um $82,500 salários em seus oito anos de contrato.
No exílio, depois de mais de 30 anos de treinamento, Brown passou os próximos cinco anos longe da margem, nunca uma vez participando de uma Browns concurso. Enquanto ele estava seguro financeiramente, Brown frustração cresceu com o passar de cada ano. "Foi terrível", ele recordou mais tarde. "Eu tinha tudo o que um homem poderia desejar: lazer, dinheiro suficiente, uma família maravilhosa. Ainda assim, com tudo isso, eu estava comendo meu coração." Porque Brown ainda estava recebendo o seu salário anual e gostava de golfe, foi dito que as únicas duas pessoas que fizeram mais dinheiro jogando golfe foram Arnold Palmer e Jack Nicklaus.
Brown explorado coaching possibilidades, mas ele estava atento para não se colocar em uma posição onde o seu controle pode ser contestada como tinha sido em Cleveland. Em meados da década de 1960, a American Football League (AFL), que havia se formado para competir com a NFL, colocar uma nova franquia em Cincinnati. Brown foi o terceiro maior investidor na equipe e foi-lhe dado o título de treinador e gerente geral. Ele também foi dado o direito de representar a equipe em todos os jogos da matéria, um elemento-chave de controle para o Marrom.

### Cincinnati Bengals
Brown, chamou a sua nova franquia, o Bengals porque Cincinnati tinha uma equipe com esse nome na década de 1930 e ele pensou que poderia fornecer um link para o passado. Brown, o filho de Mike se juntou ao front office e tornou-se o pai de seu assistente principal e a mão direita do homem. Brown trouxe outros assistentes, incluindo Bill Johnson, Rick Forzano e Bill Walsh. Em suas duas primeiras temporadas em 1968 e 1969, o Bengals não se saíram mal, mas o time parecia estar em ascensão, como Marrom construído um núcleo de jogadores através do projecto, incluindo o zagueiro Greg Cook.
O Bengals entrou na NFL em 1970, como resultado da AFL–NFL fusão, e foram colocados no recém-formado de Futebol Americano Conferência juntamente com o Browns. Uma carreira de fim de lesão a Cozinhar antes da temporada de 1970, obrigou o Bengals dependem de Virgílio Carter, um backup de emergência, que poderia tornar precisos passes curtos, mas não podia arremessar a bola como Cozinhar uma vez que poderia. Então, Marrom e Walsh passou a trabalhar a concepção de uma ofensa ao redor de Carter limitações, um esquema que foi a génese da Costa Oeste ofensa Walsh, mais tarde, usado com grande efeito quando ele se tornou treinador do San Francisco 49ers.
O Bengals perdido o seu primeiro encontro com o Browns 30-27, em 1970, e Brown foi vaiado quando ele não entrem em campo para agitar Collier mão após o jogo. "eu não tenha abalado o outro treinador mãos depois de um jogo por anos", Brown explicou. "... Fui até ele antes do jogo, e nós fizemos o nosso convívio." , Mas o Bengals veio de trás para bater o Browns mais tarde na temporada. Brown chamou de "minha maior vitória."
Em seus anos como o Bengals' a cabeça do técnico, Brown levou a equipe aos playoffs três vezes, incluindo em 1970. No entanto, apesar de encontrar um franchise quarterback Ken Anderson, da equipe de Brown nunca passou da primeira rodada da pós-temporada do torneio. Quatro dias após o Bengals foram eliminados dos playoffs em 1975, Brown anunciou que estava se aposentando depois de 45 anos de treinamento. O jogo mudou drasticamente durante o seu tempo na NFL, crescente a partir da América do segundo esporte do país maior e mais lucrativo passatempo. Brown tinha 67 anos de idade.
Walsh foi passado durante a favor do projeto de lei "Tigre" Johnson para a cabeça trabalho de coaching, quando Brown aposentado. Em uma entrevista de 2006, Walsh disse Brown trabalhou contra a sua candidatura para ser um treinador em qualquer lugar na liga. "Através de todo o caminho que eu tinha oportunidades, e eu nunca soube sobre eles", Walsh. "E então, quando eu o deixei, ele chamou de quem ele pensava que era necessário para manter-me fora da NFL." Brown permaneceu como presidente da equipe, depois da sua reforma, e o Bengals, mais tarde, fez duas viagens para o Super Bowl, perdendo os dois jogos para Walsh e o 49ers. Ele raramente aparece em público, no entanto. Ele morreu em 5 de agosto de 1991, na casa de complicações de uma pneumonia. Ele e Katie teve três filhos: Robin, Mike e Pete. A seguir Katie morte de um ataque cardíaco em 1969, casou-se com sua ex-secretário Maria Rightsell em 1973. , Seu filho, Robin morreu de câncer em 1978. Brown é enterrado em Rose Hill Cemetery em Massillon.

## Record como Head Coah

### Escola
| Ano                         | Escola                         | Registro                                 | Títulos                                    |
| --------------------------- | ------------------------------ | ---------------------------------------- | ------------------------------------------ |
| 1930                        | Severn School Prep Admirals    | 7-0-0                                    | Campeão Estadual de Maryland               |
| 1931                        | Severn School Prep Admirals    | 5-2-1                                    |                                            |
| 1932                        | Massillon Washington HS Tigers | 5-4-1                                    |                                            |
| 1933                        | Massillon Washington HS Tigers | 8-2-0                                    |                                            |
| 1934                        | Massillon Washington HS Tigers | 9-1-0                                    |                                            |
| 1935                        | Massillon Washington HS Tigers | 10-0-0                                   | Campeão Nacional, Campeão Estadual de Ohio |
| 1936                        | Massillon Washington HS Tigers | 10-0-0                                   | Campeão Nacional, Campeão Estadual de Ohio |
| 1937                        | Massillon Washington HS Tigers | 8-1-1                                    |                                            |
| 1938                        | Massillon Washington HS Tigers | 10-0-0                                   | Campeão Estadual de Ohio                   |
| 1939                        | Massillon Washington HS Tigers | 10-0-0                                   | Campeão Nacional, Campeão Estadual de Ohio |
| 1940                        | Massillon Washington HS Tigers | 10-0-0                                   | Campeão Nacional, Campeão Estadual de Ohio |
| Record geral de High School | 92-10-3                        | 4 Títulos Nacionais, 6 Títulos Estaduais |                                            |

### Universitário e Profissional
| Time                               | Ano                | Temporada regular | Temporada regular | Temporada regular | Temporada regular | Temporada regular               | Pós-temporada | Pós-temporada | Pós-temporada | Pós-temporada                                                                                         |
| Time                               | Ano                | Vitórias          | Derrotas          | Empates           | PCT%              | Término                         | Vitórias      | Derrotas      | PCT%          | Resultado                                                                                             |
| ---------------------------------- | ------------------ | ----------------- | ----------------- | ----------------- | ----------------- | ------------------------------- | ------------- | ------------- | ------------- | --- |
| CLE                                | 1946               | 12                | 2                 | 0                 | 85.7              | 1st in AAFC Western Conference  | 1             | 0             | 100.0         | Beat New York Yankees in AAFC championship game                                                       |
| CLE                                | 1947               | 12                | 1                 | 1                 | 89.2              | 1st in AAFC Western Conference  | 1             | 0             | 100.0         | Beat New York Yankees in AAFC championship game                                                       |
| CLE                                | 1948               | 14                | 0                 | 0                 | 100.0             | 1st in AAFC Western Conference  | 1             | 0             | 100.0         | Beat Buffalo Bills in AAFC championship game                                                          |
| CLE                                | 1949               | 9                 | 1                 | 2                 | 83.3              | 1st in AAFC regular season      | 2             | 0             | 100.0         | Beat Buffalo Bills in semifinals Beat San Francisco 49ers in AAFC championship game                   |
| CLE AAFC Total                     | CLE AAFC Total     | 47                | 4                 | 3                 | 89,8%             | 5                               | 0             | 100%          |               | 4 títulos da liga, 4 primeiros lugares na temporada regular em 4 temporadas                           |
| CLE                                | 1950               | 10                | 2                 | 0                 | 83.3              | 1st-T in NFL Eastern Conference | 2             | 0             | 100.0         | Beat New York Giants in Eastern Conference tie-breaker Beat Los Angeles Rams in NFL Championship game |
| CLE                                | 1951               | 11                | 1                 | 0                 | 91.7              | 1st in NFL Eastern Conference   | 0             | 1             | 00.0          | Lost to Los Angeles Rams in NFL Championship game                                                     |
| CLE                                | 1952               | 8                 | 4                 | 0                 | 66.7              | 1st in NFL Eastern Conference   | 0             | 1             | 00.0          | Lost to Detroit Lions in NFL Championship game                                                        |
| CLE                                | 1953               | 11                | 1                 | 0                 | 91.7              | 1st in NFL Eastern Conference   | 0             | 1             | 00.0          | Lost to Detroit Lions in NFL Championship game                                                        |
| CLE                                | 1954               | 9                 | 3                 | 0                 | 75.0              | 1st in NFL Eastern Conference   | 1             | 0             | 100.0         | Beat Detroit Lions in NFL Championship game                                                           |
| CLE                                | 1955               | 9                 | 2                 | 1                 | 81.8              | 1st in NFL Eastern Conference   | 1             | 0             | 100.0         | Beat Los Angeles Rams in NFL Championship game                                                        |
| CLE                                | 1956               | 5                 | 7                 | 0                 | 41.7              | 4th in NFL Eastern Conference   | -             | -             | -             | |
| CLE                                | 1957               | 9                 | 2                 | 1                 | 81.8              | 1st in NFL Eastern Conference   | 0             | 1             | 00.0          | Lost to Detroit Lions in NFL Championship game                                                        |
| CLE                                | 1958               | 9                 | 3                 | 0                 | 75.0              | 1st-T in NFL Eastern Conference | 0             | 1             | 00.0          | Lost to New York Giants in Eastern conference tie-breaker                                             |
| CLE                                | 1959               | 7                 | 5                 | 0                 | 58.3              | 2nd in NFL Eastern Conference   | -             | -             | -             | |
| CLE                                | 1960               | 8                 | 3                 | 1                 | 72.7              | 2nd in NFL Eastern Conference   | -             | -             | -             | |
| CLE                                | 1961               | 8                 | 5                 | 1                 | 61.5              | 3rd in NFL Eastern Conference   | -             | -             | -             | |
| CLE                                | 1962               | 7                 | 6                 | 1                 | 53.8              | 3rd in NFL Eastern Conference   | -             | -             | -             | |
| CLE NFL Total                      | CLE NFL Total      | 111               | 44                | 5                 | 70,9%             | 4                               | 5             | 44,4%         |               | 3 títulos da liga, 7 títulos de conferência em 13 temporadas                                          |
| CIN                                | 1968               | 3                 | 11                | 0                 | 21.4              | 5th in AFL West Division        | -             | -             | -             | |
| CIN                                | 1969               | 4                 | 9                 | 1                 | 30.8              | 5th in AFL West Division        | -             | -             | -             | |
| CIN AFL Total                      | CIN AFL Total      | 7                 | 20                | 1                 | 26,8%             | -                               | -             | -             | -             | - |
| CIN                                | 1970               | 8                 | 6                 | 0                 | 57.1              | 1st in NFL AFC Central          | 0             | 1             | 0.00          | Lost to Baltimore Colts in AFC Divisional Playoff                                                     |
| CIN                                | 1971               | 4                 | 10                | 0                 | 28.6              | 4th in NFL AFC Central          | -             | -             | -             | |
| CIN                                | 1972               | 8                 | 6                 | 0                 | 57.1              | 3rd in NFL AFC Central          | -             | -             | -             | |
| CIN                                | 1973               | 10                | 4                 | 0                 | 71.4              | 1st in NFL AFC Central          | 0             | 1             | 0.00          | Lost to Miami Dolphins in AFC Divisional Playoff                                                      |
| CIN                                | 1974               | 7                 | 7                 | 0                 | 50.0              | 2nd in NFL AFC Central          | -             | -             | -             | |
| CIN                                | 1975               | 11                | 3                 | 0                 | 78.6              | 2nd in NFL AFC Central          | 0             | 1             | 0.00          | Lost to Oakland Raiders in AFC Divisional Playoff                                                     |
| CIN NFL Total                      | CIN NFL Total      | 48                | 36                | 0                 | 57,1%             | 0                               | 3             | 00,0%         |               | 2 títulos de divisão, 3 participações nos playoffs em 8 temporadas                                    |
| Official NFL Total                 | Official NFL Total | 159               | 80                | 5                 | 66,5%             | 4                               | 8             | 33,3%         |               | 3 títulos da NFL, 10 participações nos playoffs em 21 temporadas                                      |
| Professional Total                 | Professional Total | 213               | 104               | 9                 | 67,2%             | 9                               | 8             | 52,9%         |               | 7 títulos da liga em 25 temporadas                                                                    |
| Fontes: Pro-Football-Reference.com |                    |                   |                   |                   |                   |                                 |               |               |               | |